# A2001 road
Die A2001 ist eine Class-I-Straße, die 1922 in Sidcup als Bypass zur zentralen Kreuzung der A20 (heute A211) und A222 festgelegt wurde.

## Verlauf
Die Straße beginnt an der heutigen A211, der High Street, etwa 200 m östlich der Kreuzung von A211 und A222 und führt zunächst als Church Road in südlicher Richtung. Sie schwenkt nach etwa einem Drittel der Strecke nach Westen und führt unter dem Namen The Green zu ihrem Endpunkt an der A222 (Elm Road), etwa 200 m südlich der Kreuzung von A211 und A222.